# Matthew Cao Xiangde
Matthew Cao Xiangde (chinesisch 曹湘德; * 16. September 1927 in Tongzhen (heute Pudong); † 9. Juli 2021 in Wuyunshan) war ein chinesischer Geistlicher und römisch-katholischer Bischof von Hangzhou.

## Leben
Matthew Cao Xiangde studierte zunächst Philosophie und Katholische Theologie an den Priesterseminaren in Jiaxing (1950–1952) und Peking (1952–1954). Ab 1954 setzte er seine Studien am Priesterseminar in Haimen trotz der Schwierigkeiten infolge von Mao Zedongs Machtübernahme fort. Cao Xiangde empfing jedoch erst im November 1985 durch den Weihbischof in Shanghai, Aloysius Jin Luxian SJ, das Sakrament der Priesterweihe. Anschließend war er als Seelsorger an der 1661 errichteten Kathedrale der Unbefleckten Empfängnis in Hangzhou sowie in Pfarreien in Xiaoshan und Jinhua tätig.
Cao Xiangde wurde durch die Chinesische Katholisch-Patriotische Vereinigung zum Bischof von Hangzhou gewählt. Der Bischof von Haimen, Matthew Yu Cheng-cai, spendete ihm am 25. Juni 2000 in Hangzhou ohne Erlaubnis des Heiligen Stuhls die Bischofsweihe; Mitkonsekratoren waren der Bischof von Nanchang, John Wu Shi-zhen, und der Koadjutorbischof von Nanking, Francis Xavier Lu Zinping. Cao Xiangde war einer derjenigen Bischöfe, die im Jahr 2000 ohne päpstliches Mandat während der Krise in den Beziehungen zwischen Peking und dem Heiligen Stuhl ernannt wurden. Im September 2004 beantragte Cao Xiangde die Legitimation durch den Heiligen Stuhl; Papst Benedikt XVI. erkannte die Bischofsweihe von Matthew Cao Xiangde am 8. Juni 2008 an, jedoch ohne ihm die Jurisdiktion über das Bistum zu geben.
Er war Mitglied der Chinesischen Patriotischen Katholischen Vereinigung (CPCA) und der sogenannten Chinesischen Bischofskonferenz, zwei von der Kommunistischen Partei Chinas kontrollierten Organen, durch die die Behörden die Kontrolle über katholische Gemeinden ausüben. Er hatte langjährig die Leitung der CPCA inne und wurde später ihr Ehrenpräsident. Zudem hatte er den Vorsitz der Kirchlichen Kommission in der Provinz Zhejiang inne und leitete die Politische Konsultativkonferenz der Stadt.
Aus gesundheitlichen Gründen musste er sich von der Leitung des Bistums zurückziehen und lebte zuletzt in einem Hospiz in Wuyunshan. Er starb im Alter von 93 Jahren.
In dem offiziellen Nachruf der parteikontrollierten Körperschaften, die seinen Tod verkündeten, heißt es: „Bischof Cao hat sein ganzes Leben lang das Vaterland und die Kirche geliebt, die Prinzipien der kirchlichen Autonomie, Unabhängigkeit und Selbstverwaltung unterstützt und ihm mit Treue und Eifer gedient mit seiner bescheidenen Art. Er hat seine Aufgaben mit Verantwortung erfüllt und der Gesellschaft gedient.“